# Едмон Ростан
Едмон Ростан (фр. Edmond Rostand; Марсељ, 1. април 1868 — Париз, 2. децембар 1918) био је француски писац и драматичар, који је у јеку натурализма оживео романтични театар и покушао да му врати стари сјај. Његов "Сирано д Бержерак" освојио је тадашњу публику и одржао се на позоришним репертоарима до данас.
Од праизвођења чувене сценске поеме у стиховима, у Паризу 1897, која је већ тада проглашена за ремек-дело, требало је да прође седамнаест година па да је на сцени види и њиме се одушеви београдска публика, на премијери 21. марта 1914.
Био је члан Француске академије, на позицији 31, у периоду 1901-1918.

## Биографија
Отац му је био угледан новинар и економист. Средње образовање је започео у Марсељу, а наставио у Паризу. Затим се уписао на правни факултет и, по завршеним студијама, постао је члан адвокатске коморе, али се – захваљујући и добром имовном стању породице – адвокатуром никада није бавио. 1890. године се оженио песникињом Розамондом Жерар, са којом је имао сина Мориса, такође песника и драмског писца. У књижевности се јавио 1888. комадом Црвена рукавица (Le Gant rouge), који није имао успеха, као ни збирка стихова објављена 1890. Међутим, комедија у стиховима Романтичне душе (Les Romanesques), коју је 1894. прихватила Француска комедија, наишла је на најбољи пријем. Добро су дочекана и следећа два комада, Далека принцеза (La Princesse lointaine, 1895) и Самарићанка (La Samaritaine, 1897), које је написао за Сару Бернар. Но, прави тријумф је доживео историјском комедијом Сирано де Бержерак (Cyrano de Bergerac, 1897), написаном за Коклена. Комад је убрзо преведен на ваљда све европске језике и свуда је био прихваћен са заносом који се ретко среће у позоришту. Ускоро је на скоро истоветан пријем наишао и комад Орлић (L’Aiglon, 1900), чији је главни тумач била незаборавна Сара Бернар. Већ у својој 32. години живота Ростан је досегнуо неслућене висине и 1901. Француска академија уврстила га је у своје редове. Али то је био и његов највиши домет. Запаљење плућа га је оборило у постељу не допустивши му да у Академију крочи пре 1904. Још је горе било на стваралачком плану. Протекла је скоро деценија док се није појавио са новим делом – које је доживело потпуни крах.
Едмон Ростан, надахнут храброшћу краља Петра Првог приликом повлачења кроз Албанију, написао је и објавио песму "Краљ Петрова четири вола", коју је на српски језик превео Милутин Бојић, песник "Плаве гробнице". Ростанова песма је већ на Солунском фронту била борбено надахнуће српским војницима.

## Краљ Петрова четири вола
(1916)
То Петар Први, из Србије старе

Одлази седећи на остатку каре,

Волови вуку кола та.

Краљ Петар иде, јер ићи мора,

Преко бусења, стења и гора.

Тајанствен пред њим стоји пут.

Са штапом, само у свом мундиру

Он иде мору, изгнанству, миру.

Иде у бајке речне кут.

Четири вола, с јармом у луку,

Раоник славе, херојства вуку,

Но унук Карађорђа, лав,

Да се са бојног поља ишчупа

Четири вола морају скупа

Да употребе напор сав.

Србин, песник, ратник што створи

Да земља пева, да барут збори,

Да Петра Првог, борца тог,

Осветли душу, створи за њега,

Та кола, спојив остатак спрега,

С остатком задњим топа свог.

Песма ће исплест ореол му цветан.

Поносан ко вођа, као пастир сетан.
Како је велик изгнаник тај.